# Lampranthus tegens
Lampranthus tegens är en isörtsväxtart som först beskrevs av F. Müll., och fick sitt nu gällande namn av Nicholas Edward Brown. Lampranthus tegens ingår i släktet Lampranthus och familjen isörtsväxter. Inga underarter finns listade i Catalogue of Life.